# Heringocrania
Heringocrania (лат.) — род бабочек из семейства беззубых молей (Eriocraniidae).

## Описание
Передние крылья с R ячейкой. В гениталиях самца винкулум с широкими лопастовидными аподемами.

## Систематика
В составе рода:
- Heringocrania unimaculella Zetterstedt 1840